# Griveaudia tractiaria
Griveaudia tractiaria is een vlinder uit de familie van de Callidulidae. De wetenschappelijke naam van de soort is voor het eerst geldig gepubliceerd in 1893 door Oberthür.